# Östhammars samrealskola
Östhammars samrealskola var en realskola i Östhammar verksam från 1936 till 1970.

## Historia
Skolan inrättades 1927 som en högre folkskola, vilken 1 juli 1936 ombildades till en kommunal mellanskola.  Denna ombildades från 1948 successivt till Östhammars samrealskola.
Realexamen gavs från 1937 till 1970.
Som skolbyggnad användes Societetshuset vid Östhammars badanstalt, som efter realskoletiden inhyste Källörsskolan.